# Лузільє
Лузільє (італ. Lusigliè, п'єм. Lusié) — муніципалітет в Італії, у регіоні П'ємонт,  метрополійне місто Турин.
Лузільє розташоване на відстані близько 540 км на північний захід від Рима, 29 км на північ від Турина.
Населення — 567 осіб (2014).
Щорічний фестиваль відбувається 7 жовтня. Покровитель — Madonna del Rosario.

## Демографія
Населення за роками:

Станом на 1 січня 2023 року в муніципалітеті офіційно проживали 34 іноземці з 2 країн, серед них 32 громадяни країн Євросоюзу.

## Сусідні муніципалітети
- Чиконіо
- Фелетто
- Ривароло-Канавезе
- Сан-Джорджо-Канавезе